# Mubarizun
I Mubārizūn (in arabo مبارزون‎?, "Duellanti") formavano un'unità d'élite dell'esercito dei Rashidun. Erano guerrieri esperti, campioni nell'uso della spada, della lancia e dell'arco.
 In età preislamica araba, i Bizantini e i Sasanidi nella loro condotta tattica, cominciavano di norma i combattimenti con un duello tra due campioni delle opposte schiere. I Mubārizūn, che li presero a modello, miravano anch'essi, con la loro vittoria, a demoralizzare il nemico e a dare maggior impeto alla propria parte.
L'esercito musulmano, si schierava per il combattimento e solo in ultimo faceva avanzare i suoi Mubārizūn. Costoro erano istruiti per trattenersi dall'inseguire avventatamente il campione nemico in fuga per più dei due terzi della distanza che separava gli eserciti, per evitare che restassero esposti e alla mercé del nemico soverchiante. Solo dopo la fase dei duelli, l'esercito musulmano lanciava il suo attacco generale.

## Elenco deiMubārizūndi maggiore spicco
- ʿAlī b. Abī Ṭālib
- Khālid b. al-Walīd
- Dirar ibn al-Azwar
- al-Qaʿqaʿ ibn ʿAmr al-Tamīmī
- ʿĀṣim b. ʿAmr al-Tamīmī
- ʿAbd al-Raḥmān ibn Abī Bakr (figlio del primo califfo Abū Bakr)